# إدواردو أوردونيز
إدواردو أوردونيز مونجيرا (13 أكتوبر 1908 - 16 مارس 1969) لاعب كرة قدم بورتوريكي يُعرف آخر مرة أنه لعب كلاعب خط وسط لفريق أتلتيكو مدريد، بالإضافة إلى كونه مغني باريتون بورتوريكي.

## سيرة
ولد إدواردو في سان خوان، بورتوريكو.
بدأ إدواردو أوردونيز مسيرته كلاعب كرة قدم محترف في عام 1926 مع نادي ريال مدريد لكرة القدم، وبعد أن لعب موسمًا واحدًا شارك فيه في بطولة المنطقة المركزية وبطولة كوبا إسبانيا، انتقل إلى أتليتيك في مدريد في سن 19 عامًا، حيث أصبح أول لاعب كرة قدم بورتوريكي يلعب في الدوري الإسباني، بعد أن أثبت نفسه في موسم 1928-1929. وبعد خمس سنوات قضاها في النادي، عاد مرة أخرى إلى نادي مدريد لكرة القدم، الذي فقد بريقه الملكي بعد تأسيس الجمهورية الثانية. مرة أخرى، لعب موسمًا واحدًا فقط مع الفريق الأبيض (ثلاث مباريات)، وفي عام 1933 عاد إلى أتليتيك مدريد ليعتزل كرة القدم في عام 1935.
عندما اعتزل كرة القدم، ركز على شغفه الكبير الآخر، الأوبرا. بدأ مسيرته الفنية كمغني باريتون في بلباو في الأول من يناير عام 1941. كان نجاح إدواردو إدواردو هائلاً، وأشاد النقاد في ذلك الوقت بأداء الباريتون لامتلاكه صوتًا جميلًا وكونه ممثلًا بارعًا. وهكذا بدأ العمل الأوبرالي الرائع. في عام 1959 تم اختياره لتدريب فريق كرة القدم في بورتوريكو لدورة الألعاب الثامنة لأمريكا الوسطى ومنطقة البحر الكاريبي.

## إحصائيات

### الأندية
| النادي                     | دولة    | سنة     | قبعات | الأهداف |
| -------------------------- | ------- | ------- | ----- | ------- |
| نادي ريال مدريد لكرة القدم | إسبانيا | 1926-27 | 8     | 1       |
| أتليتيك مدريد              | إسبانيا | 1927-32 | 117   | 8       |
| نادي مدريد لكرة القدم      | إسبانيا | 1932-33 | 3     | 0       |
| أتليتيك مدريد              | إسبانيا | 1933-35 | 28    | 0       |

### مدرب
| النادي    | دولة      | سنة     |
| --------- | --------- | ------- |
| بورتوريكو | بورتوريكو | 1959-60 |

## مسيرة ما بعد اللعب
بعد اعتزاله كرة القدم الاحترافية، عمل إدواردو كمغني باريتون في الأوبرا.

## موت
توفي إدواردو في عام 1969.

## الحياة الشخصية
كان إدواردو بورتوريكيًا من أصل إسباني.

## روابط خارجية
- إدواردو أوردونيز في موقع كرة القدم العالمية.نت